# Trevor Coker
Trevor Ivan Coker (Whanganui, 1 de octubre de 1949-Whanganui, 23 de agosto de 1981) fue un deportista neozelandés que compitió en remo.
Participó en dos Juegos Olímpicos de Verano en los años 1972 y 1976, obteniendo dos medallas, oro en Múnich 1972 y bronce en Montreal 1976. Ganó dos medallas de bronce en el Campeonato Mundial de Remo, en los años 1974 y 1975, y una medalla de oro en el Campeonato Europeo de Remo de 1971.

## Palmarés internacional
| Juegos Olímpicos   | Juegos Olímpicos         | Juegos Olímpicos  | Juegos Olímpicos |
| Año                | Lugar                    | Medalla           | Prueba           |
| ------------------ | ------------------------ | ----------------- | ---------------- |
| 1972               | Múnich (RFA)             | Medalla de oro    | Ocho con timonel |
| 1976               | Montreal (Canadá)        | Medalla de bronce | Ocho con timonel |
| Campeonato Mundial |                          |                   |                  |
| Año                | Lugar                    | Medalla           | Prueba           |
| 1974               | Lucerna (Suiza)          | Medalla de bronce | Ocho con timonel |
| 1975               | Nottingham (Reino Unido) | Medalla de bronce | Ocho con timonel |
| Campeonato Europeo |                          |                   |                  |
| Año                | Lugar                    | Medalla           | Prueba           |
| 1971               | Copenhague (Dinamarca)   | Medalla de oro    | Ocho con timonel |

1. ↑  En algunas ediciones del Campeonato Europeo se permitió la participación de remeros de otros continentes.